# جان لورين
جان لورين (بالفرنسية: Jean Lorrain)‏ ‏(9 أغسطس 1855 - 30 يونيو 1906)، هو روائي وكاتب مسرحي وشاعر فرنسي يشتهر بفن الرمزية.

## روابط خارجية
- جان لورين على موقع ميوزك برينز (الإنجليزية)